# Citharichthys mariajorisae
Citharichthys mariajorisae is een  straalvinnige vissensoort uit de familie van schijnbotten (Paralichthyidae). De wetenschappelijke naam van de soort is voor het eerst geldig gepubliceerd in 1995 door van der Heiden & Mussot-Pérez.
De soort staat op de Rode Lijst van de IUCN als niet bedreigd, beoordelingsjaar 2007.